# Temnothorax laciniatus
Temnothorax laciniatus is een mierensoort uit de onderfamilie van de Myrmicinae. De wetenschappelijke naam van de soort is voor het eerst geldig gepubliceerd in 1917 door Stitz.